# علاء الصاصي
علاء محمد عبد الله الصاصي (مواليد 2 يوليو 1987 في اليمن) لاعب كرة قدم يمني معتزل ويجيد اللعب في مركز المهاجم.
وقع مع نادي السيلية مطلع عام 2018 بعد قرار الإتحاد القطري لكرة القدم باعتبار اللاعب اليمني كلاعب مقيم في الدوري القطري .

## الأهداف الدولية
| أهداف علاء الصاصي لصالح منتخب اليمن | أهداف علاء الصاصي لصالح منتخب اليمن | أهداف علاء الصاصي لصالح منتخب اليمن | أهداف علاء الصاصي لصالح منتخب اليمن | أهداف علاء الصاصي لصالح منتخب اليمن | أهداف علاء الصاصي لصالح منتخب اليمن | أهداف علاء الصاصي لصالح منتخب اليمن |
| #                                   | التاريخ                             | الملعب                              | الخصم                               | النتيجة بعد تسجيل الهدف             | النتيجة النهائية                    | المنافسة                            |
| ----------------------------------- | ----------------------------------- | ----------------------------------- | ----------------------------------- | ----------------------------------- | ----------------------------------- | ----------------------------------- |
| 1                                   | 20 يناير 2007                       | ستاد محمد بن زايد ، أبوظبي          | الإمارات العربية المتحدة            | 1–2                                 | 1–2                                 | خليجي 18                            |
| 2                                   | 15 يناير 2010                       | ملعب علي محسن ، صنعاء               | كينيا                               | 2–1                                 | 3–1                                 | مباراة ودية                         |
| 3                                   | 15 يناير 2010                       | ملعب علي محسن ، صنعاء               | كينيا                               | 3–1                                 | 3–1                                 | مباراة ودية                         |
| 4                                   | 13 أكتوبر 2010                      | ، الهند                             | الهند                               | 4–2                                 | 6–3                                 | مباراة ودية                         |
| 5                                   | 13 أكتوبر 2010                      | ، الهند                             | الهند                               | 5–2                                 | 6–3                                 | مباراة ودية                         |
| 6                                   | 28 أكتوبر 2010                      | عدن                                 | السنغال                             | 4–1                                 | 4–1                                 | مباراة ودية                         |

## الإنجازات
أهلي صنعاء
- الدوري اليمني: 1

2006-2007
- كأس رئيس الجمهورية: 1
  - 2009

## وصلات خارجية
1. ↑  FIFA playing records نسخة محفوظة 29 يونيو 2015 على موقع واي باك مشين.

- علاء الصاصي على موقع الاتحاد الدولي (مؤرشف)  (الإنجليزية)
- علاء الصاصي على موقع ناشيونال فوتبول تيمز (الإنجليزية)
- علاء الصاصي على موقع Soccerway.com (الإنجليزية)